# 亞歷山德里夫卡 (柳巴希夫卡市鎮)
47°47′5″N 30°19′33″E / 47.78472°N 30.32583°E
亞歷山德里夫卡（烏克蘭語：Олександрівка）是位於烏克蘭西南部的村莊，由敖德萨州波季利斯克区的柳巴希夫卡市鎮負責管轄。該村始建於1821年，面積1.02平方公里，海拔高度164米，2001年人口276，人口密度每平方公里270.85人。